# ورزشگاه دانشگاه نرمال ژجیانگ شرقی
ورزشگاه دانشگاه نرمال ژجیانگ شرقی (انگلیسی: Zhejiang Normal University East Stadium) یک ورزشگاه فوتبال در جینهوا، چین است.
این ورزشگاه که در سال ۲۰۰۷ تأسیس شده دارای ۱۲٬۲۷۳ نفر ظرفیت است.